# Edison Kinetoscopic Record of a Sneeze

Edison Kinetoscopic Record of a Sneeze (1894)

Edison Kinetoscopic Record of a Sneeze, também conhecido como Fred Ott's Sneeze, é um filme mudo estadunidense em curta-metragem de 1894, dirigido e produzido por William K.L. Dickson e estrelado por Fred Ott. É conhecido por ter sido a primeira produção cinematográfica a ser protegida por direitos autorais.

## Sinopse
No filme, um dos assistentes de Thomas Edison, Fred Ott, pega uma pitada de rapé e espirra. De acordo com a Biblioteca do Congresso, "foi filmado para fins publicitários como uma série de fotografias para acompanhar um artigo no Harper's Weekly".

## Pioneirismo no direito autoral cinematográfico
De acordo com a Biblioteca do Congresso dos Estados Unidos, este foi o primeiro filme a ser protegido por direitos autorais no país. Este foi um dos primeiros passos para uma indústria cinematográfica que logo aprendeu a ganhar dinheiro com a tecnologia de imagem móvel. O filme foi produzido durante a primeira semana de 1894, mas a Biblioteca gosta de lembrar o 7 de janeiro daquele ano como o dia em que Fred Ott espirrou. A data oficial dos direitos autorais ocorreu dois dias depois, quando o material foi depositado na Biblioteca para registro dos direitos.

## Status atual
Existem cópias guardadas no American Film Institute, da Biblioteca do Congresso, dentro da Gordon Hendricks Collection e da Paper Print Collection. Além disso, o filme pode ser visto livremente na Internet uma vez que, pelo ano de produção, encontra-se em domínio público.

## Elenco
- Fred Ott ... ele mesmo